# Mixarcturus abnormis
Mixarcturus abnormis är en kräftdjursart som först beskrevs av Oleg Grigor'evich Kussakin 1967.  Mixarcturus abnormis ingår i släktet Mixarcturus och familjen Antarcturidae. Inga underarter finns listade i Catalogue of Life.